# Löhne
Löhne è una città di 39 977 abitanti della Renania Settentrionale-Vestfalia, in Germania.
Appartiene al distretto governativo (Regierungsbezirk) di Detmold ed al circondario (Kreis) di Herford (targa HF).
Löhne si fregia del titolo di "Media città di circondario" (Mittlere kreisangehörige Stadt).

## Amministrazione

### Gemellaggi
- Spittal an der Drau, dal 1973
- Columbus, dal 1993
- Condega, dal 1994
- Röbel/Müritz, dal 1996
- Mielec, dal 2002